# Jefferson Cuero
Jefferson Cuero Castro (Cali, 15 maggio 1988) è un ex calciatore colombiano, di ruolo attaccante.

## Carriera

### Club

#### Once Caldas
Cuero ha cominciato la carriera con la maglia dell'Once Caldas, formazione per cui ha militato per quattro stagioni e mezzo. Con questa maglia ha avuto anche l'opportunità di esordire nella Coppa Libertadores.

#### Independiente Medellín
Nel corso del 2012, Cuero è stato ingaggiato dall'Independiente Medellín. Ha debuttato in squadra il 28 luglio, schierato titolare nella vittoria per 1-0 sul Deportivo Pasto. È rimasto in squadra per metà stagione, totalizzando 10 presenze in campionato, senza realizzare alcuna marcatura.

#### Independiente Santa Fe
Successivamente, Cuero ha militato nelle file dell'Independiente Santa Fe. Il 2 febbraio 2013 ha disputato il primo incontro in squadra, sostituendo Cristian Martínez Borja nella vittoria per 0-3 sul campo dell'Alianza Petrolera. Il 10 marzo successivo ha realizzato la prima rete, nella vittoria per 3-1 sul Deportivo Cali. Il 2 aprile 2013 ha siglato la prima marcatura nella Coppa Libertadores, sancendo il successo per 1-0 sul Cerro Porteño.

#### Morelia
Il 22 dicembre 2014, i messicani del Morelia hanno annunciato d'aver trovato un accordo per l'ingaggio di Cuero, il cui trasferimento sarebbe stato formalizzato in data 26 dicembre. Ha esordito nella Primera División in data 23 gennaio 2015, subentrando a Carlos Adrián Morales nel pareggio a reti inviolate contro il León.

## Statistiche

### Presenze e reti nei club
Statistiche aggiornate al 26 gennaio 2015.
| Stagione                | Club                    | Campionato              | Campionato | Campionato | Coppe nazionali | Coppe nazionali | Coppe nazionali | Coppe continentali | Coppe continentali | Coppe continentali | Supercoppe | Supercoppe | Supercoppe | Totale | Totale |
| Stagione                | Club                    | Comp                    | Pres       | Reti       | Comp            | Pres            | Reti            | Comp               | Pres               | Reti               | Comp       | Pres       | Reti       | Pres   | Reti   |
| ----------------------- | ----------------------- | ----------------------- | ---------- | ---------- | --------------- | --------------- | --------------- | ------------------ | ------------------ | ------------------ | ---------- | ---------- | ---------- | ------ | ------ |
| 2008                    | Once Caldas             | A                       | ?          | ?          | CC              | ?               | ?               | -                  | -                  | -                  | -          | -          | -          | ?      | ?      |
| 2009                    | Once Caldas             | A                       | ?          | ?          | CC              | ?               | ?               | -                  | -                  | -                  | -          | -          | -          | 0      | 0      |
| 2010                    | Once Caldas             | A                       | 17         | 1          | CC              | ?               | ?               | CL                 | 0                  | 0                  | -          | -          | -          | 17+    | 1+     |
| 2011                    | Once Caldas             | A                       | 34         | 7          | CC              | 7               | 1               | CL                 | 3                  | 0                  | -          | -          | -          | 44     | 8      |
| gen.-lug. 2012          | Once Caldas             | A                       | 7          | 2          | CC              | 2               | 0               | CL                 | 2                  | 0                  | -          | -          | -          | 11     | 2      |
| Totale Once Caldas      | Totale Once Caldas      | Totale Once Caldas      | 58+        | 10+        |                 | 9+              | 1+              |                    | 5                  | 0                  |            | -          | -          | 72+    | 11+    |
| lug.-dic. 2012          | Ind. Medellín           | A                       | 10         | 0          | CC              | -               | -               | -                  | -                  | -                  | -          | -          | -          | 10     | 0      |
| 2013                    | Indep. Santa Fe         | A                       | 34         | 10         | CC              | 3               | 1               | CL                 | 12                 | 3                  | SL         | 1          | 0          | 50     | 14     |
| 2014                    | Indep. Santa Fe         | A                       | 35         | 6          | CC              | 14              | 7               | CL                 | 8                  | 1                  | -          | -          | -          | 57     | 14     |
| Totale Indep. Santa Fes | Totale Indep. Santa Fes | Totale Indep. Santa Fes | 69         | 16         |                 | 17              | 8               |                    | 20                 | 4                  |            | 1          | 0          | 107    | 28     |
| gen.-giu. 2015          | Morelia                 | PD                      | 1          | 0          | CM              | 0               | 0               | -                  | -                  | -                  | -          | -          | -          | 1      | 0      |
| Totale                  | Totale                  | Totale                  | 138+       | 26+        |                 | 26+             | 9+              |                    | 25                 | 4                  |            | 1          | 0          | 190+   | 39+    |